# 保守黨 (英國)
保守与統一黨（英語：Conservative and Unionist Party），通稱保守黨，俗稱為托利黨（Tory Party），是英國中間偏右政黨，亦是英國歷史最悠久的政黨，與工黨並列為英國兩大主要政黨。目前為英國下議院第二大黨，亦是英國的官方反對黨。
保守黨是世界上最古老的有組織政治團體，其演化可上溯至18世紀早期英国议会的托利黨派系；以至於活躍於16世紀至17世紀時期，一個在議會內支持政府、稱之為「保王黨」的不正式派別。如果以選舉的勝出次數計算，保守黨可謂近代英國歷史甚至世界近現代史上最成功的政黨。
由於保守黨乃發展自活躍於18世紀至19世紀的托利黨，所以它的黨員常稱為“托利黨人”（Tories），而保守黨亦時常被通稱作“托利黨”。整個20世紀，保守黨在其中三分之二的時間皆參與政府，當中有57年是執政黨。
保守黨於1997年英國大選敗於托尼·布莱尔領導的工黨以後，一直處於在野黨的狀態。直到2010年英國大選后與自民黨組成聯合政府至2015年英國大選保守黨單獨過半為止，戴维·卡梅伦在這段時間擔任首相，直至2016年。
2017年英國大選中雖保持第一大黨地位，但贏得議席不過半，組成由北爱尔兰民主统一黨提供信任供給的少數政府。至2019年英國大選，保守黨取得365席，超過半數，而再度單獨執政。但之后保守党政府因多种原因导致政局不稳定，并在其领导下出现了英国历史上任期最短的首相；随后民众支持率迅速下降，最后在2024年英国大选仅获得121席，遭致1834年成立以来的最大选举败绩。随后保守党结束了连续14年的执政并让位于工党，再次成为官方反对党，新任黨魁是極右派的政治人物栢丹娜。

## 黨名
保守黨甚少使用其正式黨名保守與統一黨。這個正式黨名乃自1912年5月，保守黨與自由統一黨合併後所起的。在1886年至1921年期間，該黨與保守黨同樣主張阻止愛爾蘭從聯合王國獨立，並與愛爾蘭民族主義者及愛爾蘭共和主義者處於對立局面。在蘇格蘭，保守黨在有統一黨作為其盟友，該黨甚至從1965年起改稱保守黨。在北愛爾蘭，保守黨亦曾長年得到阿爾斯特統一黨的支持，而傳統上保守黨黨鞭更會兼任該黨黨鞭。可是，兩黨在1973年時就《桑寧代爾協定》的問題上出現分歧，以致出現分裂。之後，保守黨在北愛爾蘭與阿爾斯特統一黨分開運作，但在北愛爾蘭支持統一黨和另一政黨北愛爾蘭民主統一黨相當于支持保守黨。
近年，蘇格蘭民族主義冒起，主張「蘇獨」的蘇格蘭民族黨成為議會內最大黨。有見及此，蘇格蘭保守黨開始加強使用「保守與統一黨」的全名，以突顯保守黨反對蘇格蘭獨立及支持英國聯合主義的立場。

## 組織與黨員
保守黨之組織架構內主要分為以倫敦為中心的保守黨競選總部（Conservative Party Campaign Headquarters，CCHQ），和每個選區的地區協會（Local association）。地區候選人的人選，通常都是由一群團體所主導的，但在另一方面，有關財政安排、舉辦選舉、黨領袖選舉以及制訂政策方針的工作，則由保守黨競選總部負責。最後，黨主席（Party chairman）則負諮詢其管治團隊的情況下，訂定黨的基本政策。
近年經歷2015年大選和2016年脫歐公投後，英國各大政黨黨員人數都有上升趨勢。現時，保守黨有124,000名黨員，是繼工黨和蘇格蘭民族黨後，黨員人數第三高的政黨。工黨和自由民主黨則分別大約有540,000和99,200名黨員。惟有一點要注意的是，保守黨從不向公眾公佈該黨的確實黨員人數，所以外間很難作出確切的估計。
任何人士加入保守黨都要交25英镑會費，但23歲以下的人士則只須交5英鎊的會費。另根據選舉委員會的紀錄，截至2004年12月31日，保守黨在2004年的收入大約為2千萬鎊，但支出卻是2.6千萬鎊。

以英國國旗為靈感設計的衍生版保守黨黨徽

保守黨以往以「自由火炬」為黨的標誌，但自2006年起改用以橡樹為意象的標誌，此標誌在2011年衍生出以英國國旗配色的版本。另在2005年12月6日，保守黨又採用了新的口號，該口號為「以改變迎接勝利──不列顛的勝利」（Change to Win – Win for Britain）。傳統上，保守黨的官方顏色為紅色、白色和藍色，但藍色最為常用，以區別於工黨的紅色（在坎布里亞部份選區，保守黨卻會選用黄色，以象徵當地朗斯代爾伯爵的家族紋章）。作為第二大黨，保守黨現時擁有國王陛下最忠誠的反對黨的身份。

## 歷史

### 19世纪（1834年－1900年）
保守黨的前身是托利黨，該黨曾經在1671年至1681年期間的皇位繼承排斥危機中，支持約克公爵（即後來的英國國王詹姆士六世及二世）有權繼承英国君主之王位。後來經過多年來與輝格黨處於對立的局面以後，托利黨自國王喬治三世登基，至1832年的《大改革法案》通過為止，皆基本上掌握了籌組政府之權力。「保守黨」這一名詞，則最初由喬治·坎寧在1820年代提出，後來由約翰·威爾遜·克羅科爾（John Wilson Croker）在1830年代提出建議成為黨名，並最終正式獲羅伯特·皮爾爵士決定採用。
自英國之選舉權在19世紀不斷普及以後，在德比勳爵與本傑明·迪斯雷利的帶領下，保守黨的政策方針也漸漸地貼近民眾，其中《1867年改革法令》更是在保守黨主導下通過的。在1886年，保守黨復與约瑟夫·张伯伦新創立的自由統一黨組成聯盟，此後在索爾斯伯利勳爵與阿瑟·貝爾福的領導下，兩黨更橫掃英國朝野達20年之久。

### 20世纪（1901年－2000年）
不過，到了1906年，由於保守黨與自由統一黨兩黨在自由貿易議題上意見不合而分裂，致使保守黨在當年大選中大敗。
在第一次世界大战期間，保守黨加入自由黨所籌組的聯合政府。這個聯合政府後來曾由自由黨的戴維·勞合·喬治出任首相，但至1922年因為保守黨的退出而垮台。此後，保守黨在兩戰之間捲土重來，並先後由安德魯·博納·勞和斯坦利·鮑德溫出任首相，但這種優勢亦曾一度在1930年代初，遭工黨籌組的國民政府蓋過。

#### 第二次世界大戰（1939年－1945年）
在9月1日早晨，第二次世界大战爆發後的數小時，張伯倫召見邱吉爾，邀請他加入戰時內閣（大戰爆發前不久也獲任命為不管部大臣）。9月3日，邱吉爾被重新任命為第一海軍大臣。由於戰事進展不順利，下院議員們在1940年5月對張伯倫政府提出不信任動議，矛頭指向張伯倫。5月8日，張伯倫內閣僅以81票的多數獲得信任案，但是張伯倫感覺到自己無法繼續執政，因此準備組建聯合政府，並辭去首相職務。他原本希望由外交大臣、綏靖政策的積極貫徹者哈利法克斯勳爵接任，但由於他是上議院議員而打消了這個念頭。經過三大黨派的磋商，張伯倫最後決定請邱吉爾接任首相，於是張伯倫向英王喬治六世提出辭呈，並建議由邱吉爾組織聯合內閣。下議院最終以381票對0票的絕對優勢，表達了對邱吉爾內閣的支持。丘吉尔復領導了戰時的聯合政府。

##### 邱吉爾戰時首相（1940年－1945年）

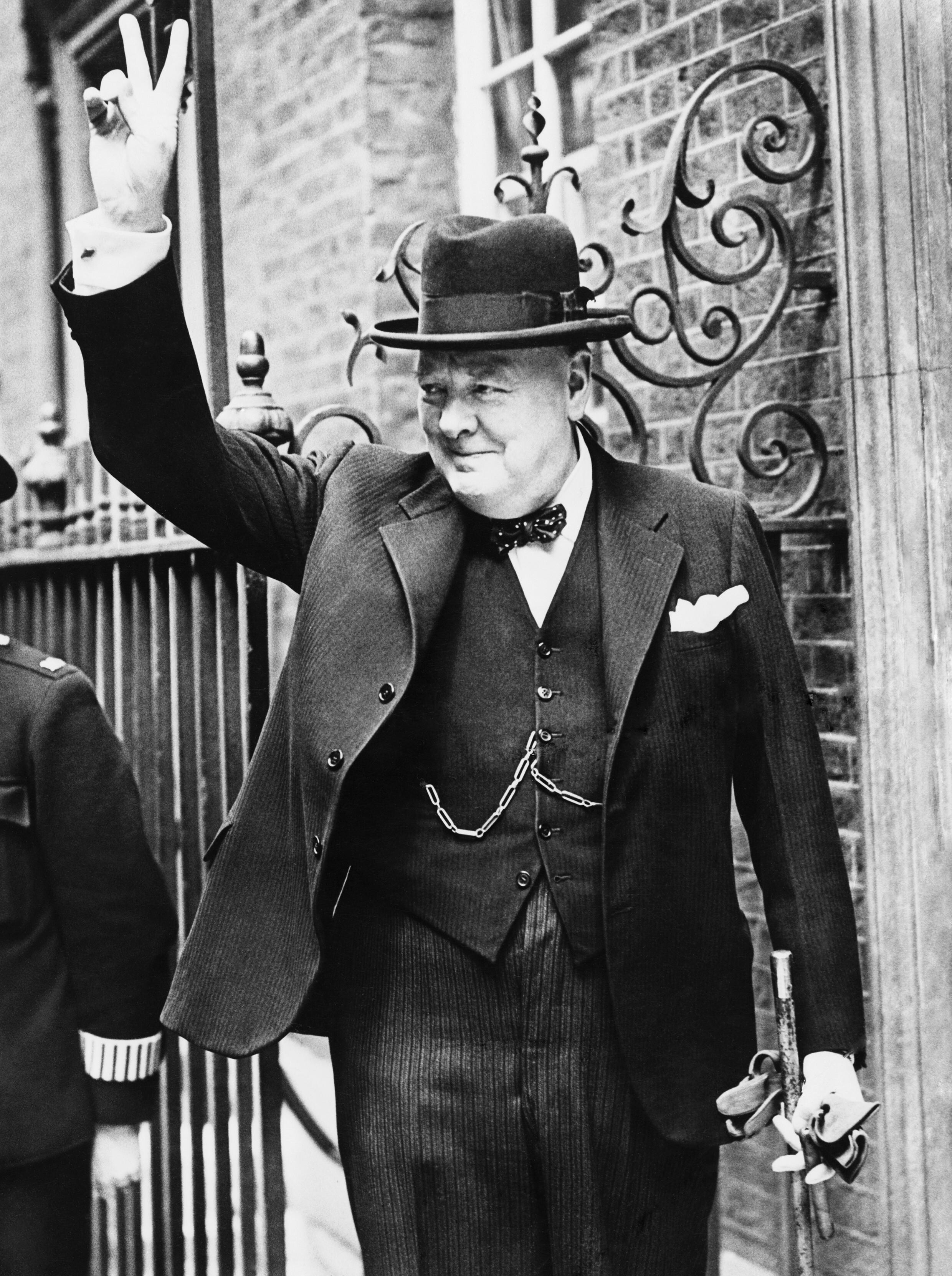
二戰時任英國保守黨首相温斯顿·丘吉尔，他領導下的英國聯合美國等國家對抗德國，並取得了最終勝利。

邱吉爾上任後首先訪問法國，此時他驚訝地得知法國即將投降。邱吉爾向法國領導人表明，即使法國被打敗了，英國仍將繼續戰鬥。5月26日，邱吉爾下令撤出在法的英軍，代號為「發電機計劃」的敦刻爾克大撤退開始。在短短的8天中，被圍困在敦刻爾克周圍一小塊地區的盟軍奇蹟般地撤出33萬多人；政府號召英國沿海居民利用自己的小艇救援在海峽對岸的士兵，連海軍部的軍官們也親自加入救援行動。
由於邱吉爾與美國總統羅斯福良好的私交，使英國在戰時自美國獲得大量的支援物資。1940年7月，羅斯福不顧國內激烈的反對聲浪，向英國出售包括50萬支步槍、8萬挺機關槍、1億3千萬發子彈、100萬發炮彈等武器彈藥。8月，在邱吉爾的提議下，經兩國艱苦的磋商，以及羅斯福本人對美國國會的遊說，美國最終同意向英國海軍提供50艘驅逐艦，而英國則以租賃的方式將其在海外的軍事基地交予美國使用。到12月8日，英國的美元儲備已告枯竭；45億美元中的大部分已經用於訂購所有美國願意提供的武器軍火。於是邱吉爾親自寫信給羅斯福，坦率地表明英國已缺乏資金，但是依然希望美國能夠幫助英國：「如果大不列顛在這場戰爭的高潮中被奪去它全部可以銷售的資產，使得我們用鮮血贏得了勝利，拯救了文明，替美國爭取了充分裝備以防不測後卻一貧如洗，那在原則上是錯誤的。」羅斯福收到該信後提出以「租借」的方式將武器彈藥提供給英軍。兩個月後，租借法案在國會獲得通過，在羅斯福12月30日的著名演說中，稱「我們必須成為民主國家的兵工廠。」

#### 意外慘敗（1945年－1951年）
戰爭結束後，戰時內閣也必須解散。5月23日邱吉爾辭職，並將大選定於7月5日舉行。原本信心滿滿、認為憑藉邱吉爾在戰爭中的功勞定能順利當選的保守黨，卻意外地敗於日益壯大的工黨，在大選中慘敗。邱吉爾本人雖然當選議員，但是保守黨只獲得了197席，而工黨卻贏得393席，得以組閣，工黨領袖克萊門特·艾德禮當選首相。
下台後的邱吉爾開始計劃撰寫第二次世界大戰的回憶錄。同時邱吉爾於1946年訪問美國，在這次訪問中他在密蘇里州的西敏學院發表了著名的鐵幕演說，時任美國總統杜魯門也是座上賓。這篇演講引起很大反響，因為此時蘇聯和西方國家的關係還未破裂。但是今天邱吉爾的鐵幕演說被認為是冷戰開始的標誌。另外，邱吉爾也很早就提出要恢復德國的實力，共同抵禦共產主義在歐洲的擴散。

#### 邱吉爾復任首相（1951年－1955年）
在1951年，保守黨於大選擊敗了執政工黨，丘吉尔再度出任首相，并凭借其文学功底在1953年获得诺贝尔文学奖。任內他與美國維持著「特殊關係」，並著手重整戰後的秩序，積極推動韓戰停戰，使英國得以退出朝鮮半島的戰事。基於香港問題，邱吉爾明白必須和新中國建立外交關系，在1954年派遣副首相兼外交大臣安东尼·艾登与中国总理兼外长周恩来一起出席联合国安理会成员国外长1954年日内瓦会议，达成两国之间互派代办的协议，从而使英国成为了第一个和中国建立正式外交关系的欧洲国家。也是在这一年（1954年），在他担任首相期间，在瑞士举行的世界杯赛上，英格兰队历史上首次打进世界杯八强。然而他的本土事務卻受著一連串的海外危機的陰影所籠罩，而海外危機之發生卻是因為英國戰後國力之衰退所促成的。儘然英國在戰後國力開始衰弱，但邱吉爾仍然視英國為一股重要的國際力量，並經常介入海外危機。在此後歷任的保守黨政府，儘管邱吉爾、安東尼·艾登爵士、哈羅德·麥美倫和道格拉斯-休姆爵士大抵上繼續推行了一些相對自由之貿易限制，以及減少國家干預經濟，但事實上，保守黨接受了英國的戰後共識（Post-war Consensus），繼續執行工黨執政時所留下的「福利國家」的政策，以及一系列的工業國有化政策。

#### 艾登（1955年－1957年）
1955年4月，邱吉爾宣佈退休，艾登遂接替他出任英國首相。艾登憑藉著俊朗的外表、魅力和他在大戰的政績，使他在國內成為受歡迎的人物。因此當他一上任首相，便立即舉行了1955年大選，並為保守黨在下議院帶來更大的多數優勢。可是，艾登從未出任過有關本土事務的職位，故缺乏處理經濟事務的經驗。為此，艾登把這些事務一概交給他的副手們，如拉博·巴特勒等，至於自己則專注在外交事務，並和美國總統艾森豪結成緊密的同盟。而艾登的名言：「要永遠以和平為大前提。」（Peace comes first, always）更使他的受歡迎程度有增無減。但是，這個英美同盟在日後被證明是徒具虛名的。在1956年，艾登聯合法國，企圖阻止埃及總統納賽爾將蘇伊士運河國有化，因為蘇伊士運河自十九世紀以來，都是蘇伊士運河公司的資產，而該公司則由英國和法國的股東所擁有。面對著蘇伊士運河國有化，艾登根據他在1930年代的外交經驗，視納賽爾為墨索里尼的翻版，認為兩人皆如出一轍，都是急激的民族社會主義者，並會入侵其他國家。然而其他意見卻認為，納賽爾的舉動是愛國主義的表現，合情合理。結果在1956年10月，經過了幾個月的談判和嘗試斡旋後，最終勸阻納賽爾失敗。於是英國和法國，聯同以色列出兵埃及，並佔領了蘇伊士運河地區。不過在出兵以後，艾森豪立即表示了強烈的反對，譴責這是殖民主義的死灰復燃。同時，這位美國總統是非殖民地化的支持者，認為這樣除了可使殖民地得到自由以外，又有利於美國的對外貿易，而且更有助和阿拉伯與非洲地區的領導人建立良好關係。至於艾登則忽略了，自第二次世界大戰以來，英國政府的財政狀況都要依賴美國，以致艾登最後不得不向美國的壓力屈服，進行撤兵。是次事件稱為「蘇伊士運河危機」，標誌著大英帝國和法國的正式衰落，脫離列強行列。在蘇伊士的徹底失敗，使他的聲望受挫之餘，健康亦因而惡化。但他的財相麥美倫，儘管是蘇伊士運河危機的其中一位策劃人，在此時卻乘機巧妙地操縱艾登，使他終於在1957年1月辭去了首相一職，並由自己接任。艾登辭職後，成功挽留了自己的聲望，並於1961年被冊封為亞芬伯爵。

#### 麥美倫、休姆、希思及兩次在野（1957年－1979年）
1964年，保守党在丑闻和内部矛盾下输掉了大选，随后党魁休姆在辞职前终于为保守党引进了一套党魁选举机制（之前保守党黨魁都由党内元老推举），并规定由党团议员进行投票。1965年，希思当选党黨魁，并于1970年意外击败了当时的工党哈羅德·威爾遜政府。
希思在1970年至1974年的保守黨政府，有兩點是最值得留意的。第一點是，他曾經嘗試與日益好勇鬥狠的工會進行抗爭，可是連連遭受挫折；至於另一點是，他任內帶領英國加入歐洲經濟共同體。英國是否加入歐共體，向來都是保守黨黨內最具爭議性的議題之一。在早期，邱吉爾就曾強烈渴求欧洲出現一個「歐羅巴合眾國」（United States of Europe），不過他本人卻對英國加入歐共體，或者是任何一類歐洲的聯邦組織，表現出強烈的反對。後來麥美倫則渴望英國加入歐共體，但建議卻在1963年年初遭到時任法國總統戴高樂的拒絕而泡湯。至於希思成功帶領英國加入歐共體後，黨內有關的爭論仍始終不斷升溫。

#### 戴卓爾夫人時代（1979年－1990年）

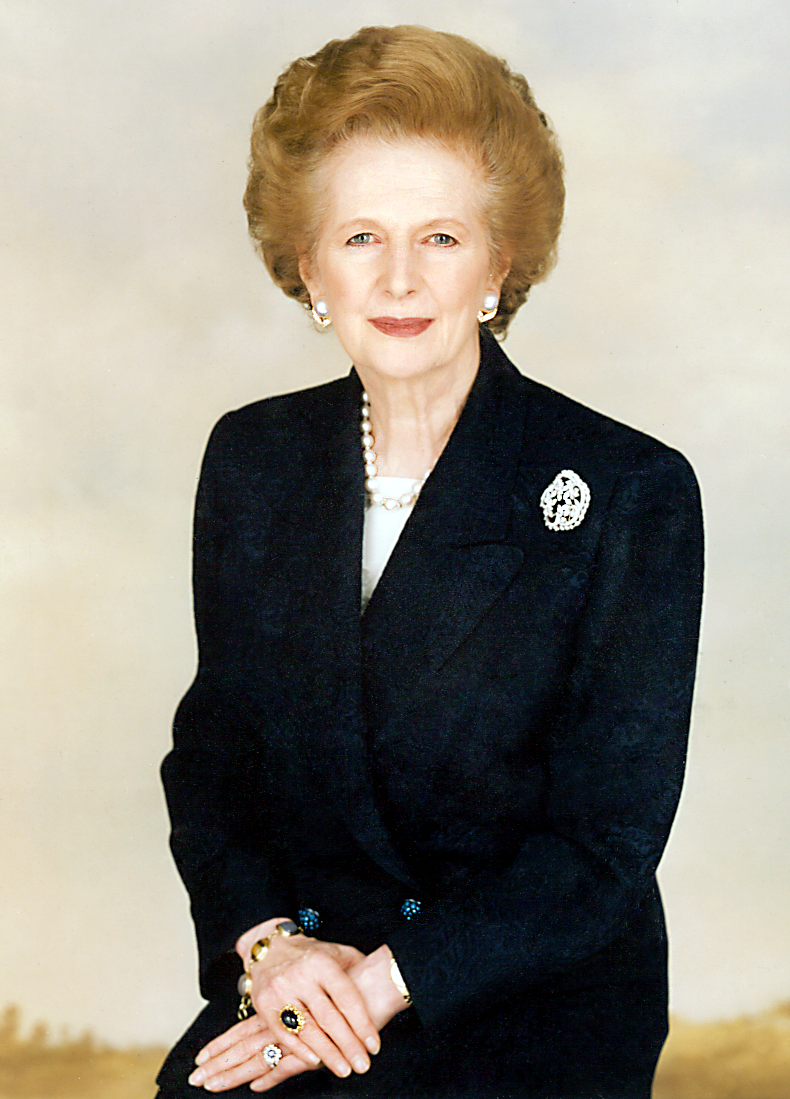
時任英國首相戴卓爾夫人（1979年-1990年），她是首位女性保守党黨魁，亦是英國首名女首相，她在1979年至1990年任職，長達11年半。

戴卓爾夫人在1975年的保守黨黨魁選舉中击败希思勝出，之後在工党政府无力应对国内的经济危机下，保守党在1979年大选勝出，戴卓爾夫人成為英國首位女首相。上任后，保守黨推行了一系列以货币主义為主的經濟措施，並且將工黨在四、五十年代進行國有化的工業與公共事業，重新加入自由市場的元素，以及推行私有化。并坚定地削减了工党在任时的福利政策，並打击工会的影响力，戴卓爾夫人的经济政策终于使英国摆脱了“欧洲病夫”，重振经济活力。英国的经济增长也因此在当时位居发达国家前列。与此同时，1982年阿根廷入侵並佔領福克兰群岛，戴卓爾夫人決定出兵向阿根廷宣戰，最终大获全胜收复，收復福克蘭群島主權，大振英国国威。在這種背景下，保守黨成功在1983年與1987年的大選中接連取得壓倒性勝利，撒切尔夫人也成为19世纪初以来任期最长的英国首相。
然而，由於戴卓爾夫人推行的改革和傳統工業式微，打擊了以工業為主的北部的經濟，造成大量藍領失業。另外她又在某些議題上擺出強硬姿態，如在1984-1985年英国矿工大罢工堅決拒絕談判。而在她領導下，保守黨對尽管在这几大選都達成，亦能順利推行其政策，但也造成她在社會部份階層中，極度不受歡迎。但是，戴卓爾夫人政府最致命的一擊，則要算是“社區收費”（被反對者稱為人頭稅）的推行。基於戴卓爾夫人在人頭稅一事上拒不妥協，結果使保守黨支持度大幅流失，黨內矛盾更因此不斷加劇。1990年11月，戴卓爾夫人在黨內的地位遭到保守黨議員夏舜霆挑戰且未能在第一轮选举中完胜，这最終促使戴卓爾夫人被迫辞职，並支持馬卓安接任，結束長達11年半的執政。不過，「戴卓爾主义」却一直对保守党产生很大影响，同時她的疑歐政策也引发了党内的很多争议，延續至今。

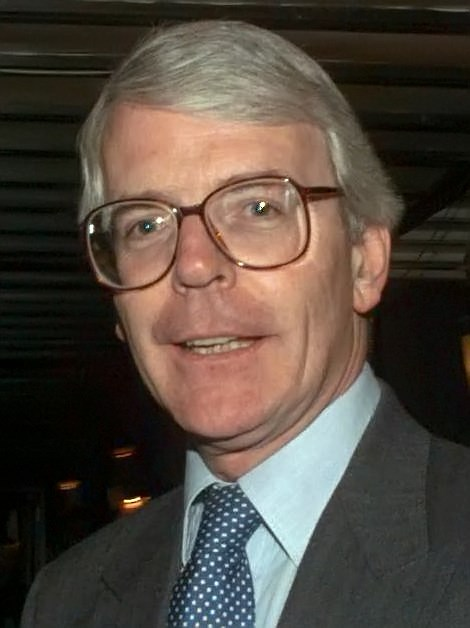
時任英國首相馬卓安（1990年-1997年）

#### 馬卓安時代（1990年－1997年）
戴卓爾夫人下台後，馬卓安在1990年的黨魁選舉中當選，及後更在1992年擊敗工黨，意外地勝出大選。不過好景不常，經過一段短暫的「蜜月期」後，英镑在黑色星期三（1992年9月16日）被迫脫離歐洲匯率機制，隨即使英國陷入了新一輪的衰退，失業率一時間大幅急升，約一百萬名物業持有人更因此面臨物業遭收回的命運。儘管英國經濟不久以後重新步入正軌，並有顯著增長，但國民卻對保守黨留下一種不善理財的壊印象。後來再加上黨內醜聞叢生，以及工黨在貝理雅接任黨魁後，實行第三條道路並進行強而有力的競選宣傳，終促使保守黨在1997年大選中以慘敗收場，結束18年執政；相反，那次則是工黨歷史上表現最佳的國會選舉。

### 政治荒野時期（1997年－2010年）
1997年英國大選後，夏偉林成為了新任黨魁。雖然他在下議院是一位出色的辯論員，但卻常常失言。有次他誇口說自己年少時曾一口氣喝下14品脫啤酒，結果之後BBC的一項調查即指出有66%受訪者感覺他「有點像笨蛋」（a bit of a wally）。為了取得少數族裔的支持，夏偉林又曾經參加諾丁山嘉年華會，以及在公開場合穿戴棒球帽示人，可是，他的這些形象反而弄巧反拙，並淪為了傳媒的揶揄對象。後來在2001年大選完結後，夏偉林再次失言，在一次演講中直指在工黨政府連任的情況下，英國將要成為一片「外國土地」（foreign land），其涉歧視移民的言論發表後，遂立即遭到不少工黨和保守黨議員的強烈抨擊。此外，保守黨貴族泰勒勳爵亦曾對夏偉林作出批評，指夏偉林在保守黨議員約翰·湯恩德發表英國人是「雜種民族」（a mongrel race）之言論後，沒將他開除出黨是不當之做法（雖然夏偉林曾表示不認同湯恩德之觀點）。在2001年大選中，夏偉林曾訂下目標要保守黨在下院取得209席（這是工黨在1983年的大選結果），但保守黨最後在下院僅僅有一席淨增長，比目標仍要少43席，夏偉林遂在不久以後辭任黨魁。
伊恩·鄧肯·史密斯是繼夏偉林以後的保守黨黨魁。雖然史密斯是一位堅定的歐洲懷疑論者，但保守黨內對歐洲事務的分歧卻是在其任內終結的。此外，保守黨內部還達成了共識，同意就建議中的《欧盟宪法》舉行公民投票。不過，黨內不少人卻認為他勝選機會不大，並對其領導能力表達質疑，而他在2003年要求保守黨員投票支持伊拉克戰爭，使貝理雅在國會得以不用理會工黨內的反對議員而參與戰爭。結果遭党团以90比75通过对其的不信任動議而被罢去黨魁。事後，迈克尔·霍华德在2003年11月6日的黨內選舉中勝出，成為新任黨魁。
在夏偉明帶領下，保守黨在2005年大選中獲得明顯增長，全國普選票取得32.3%和198席，而且還在下院取多了33個議席，在總票數僅比執政工黨少3個百分點。相反，執政工黨卻錄得顯著跌幅，多數優勢也由原本的167席降至66席，在國會下院僅取過半數，維持執政地位，得票僅35.6%，但與保守黨僅取得198席相比，工黨取得356席，議席遠較保守黨多。雖然沒有贏得大選，但保守黨在英格兰地區重新成為最多票數的一黨。夏偉明仍然在大選後的第2日，即5月6日，表示認為自己不宜繼續在選舉落敗後續任黨魁，又表示自己老邁的年紀不容許他領導多一次競選活動，因而宣佈了辭職。在辭職之時，夏偉明又同意在黨魁選舉舉行前，對選舉規則進行修訂，黨魁選舉在第一輪投票由國會下議院議員決定，但到進行第二輪投票時，改由黨員直選黨魁。

### 再次重新執政（2010年－2024年）

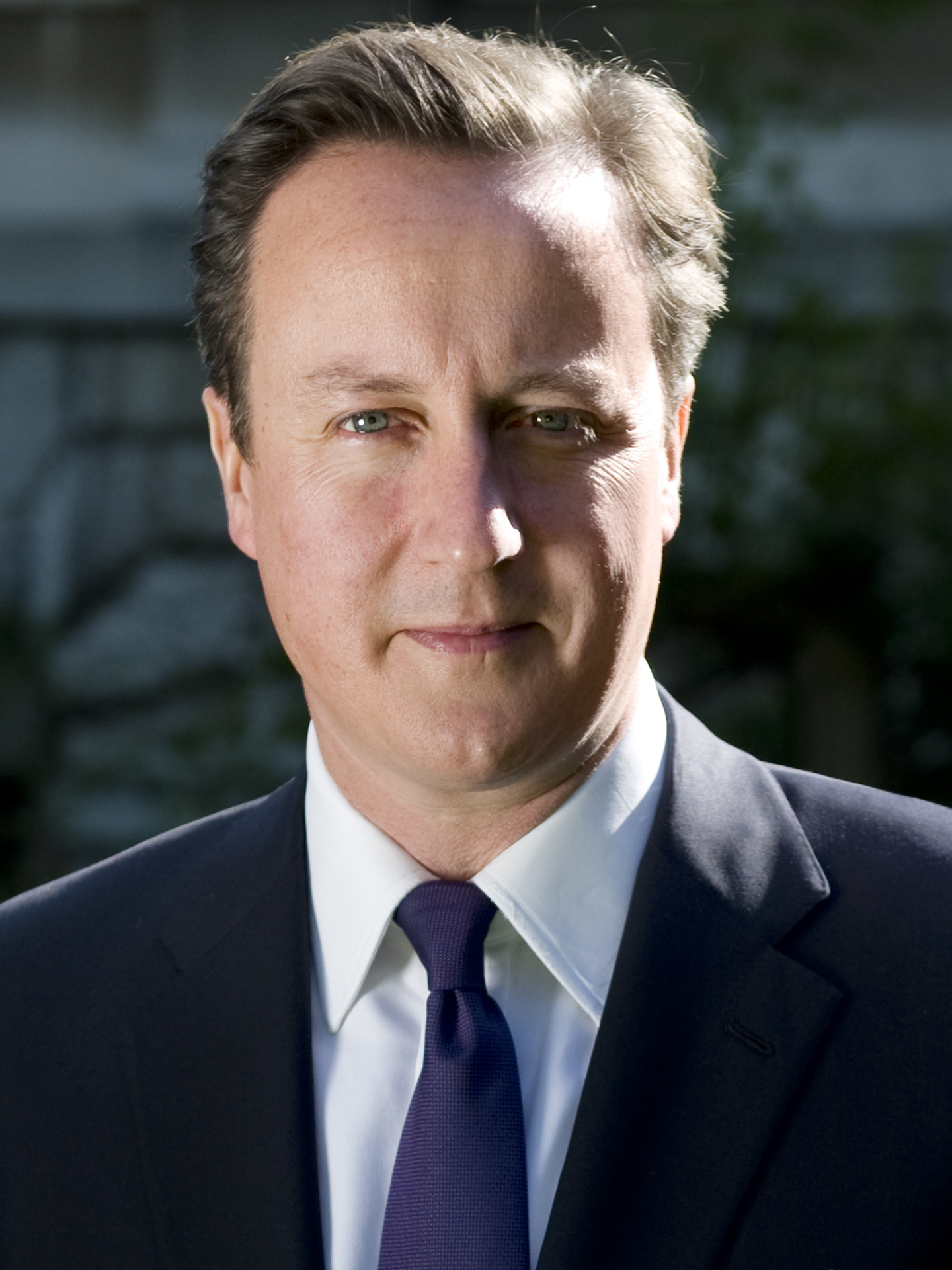
時任英國首相卡梅倫（2010年-2016年）

#### 卡梅倫（2010年－2016年）
2005年12月6日，39歲的影子内阁教育大臣戴维·卡梅伦隨後在新一輪的黨魁選戰中，首先在两轮党团议员投票中与影子内政大臣戴维·戴维斯进入第三轮的党员投票，最后以134,446票對64,398票，擊敗了對手戴維斯，成為新任保守黨黨魁。上任後，卡梅倫表示要著意對保守黨進行改革，並誓言要改變它的外表、感覺、想法和表現。在2006年和2007年中，不論是布莱尔還是戈登·布朗担任首相，卡梅倫基本上在各大民意調查中都要比他們領先，但后来卡梅倫之支持度再度被布朗所超越，其后不分上下。2007年5月和6月間，卡梅倫首次在政策上遭到重大挑戰，就文法学校的前途問題與黨內展開了一連串高調的公開辯論。

2010年5月6日，2010年英國大選計票結果出爐，由卡梅倫領導的保守黨取得國會306個席位，擊敗戈登·布朗領導，取得258個席位的工黨，由於兩大黨派皆未過半，第三大黨自由民主黨的態度成為關鍵，後自民黨與保守黨達成聯合執政協議，布朗於5月11日請辭首相並獲淮，翌日，卡梅倫正式接任首相，成為繼梅傑後的保守黨籍英國首相，保守黨亦歷經十三年在野後重新執政，尽管未能單獨執政。至2015年英國大選，保守黨意外取得331席（包括議長），以36.9%的普選票超過半數議席，能夠單獨執政。

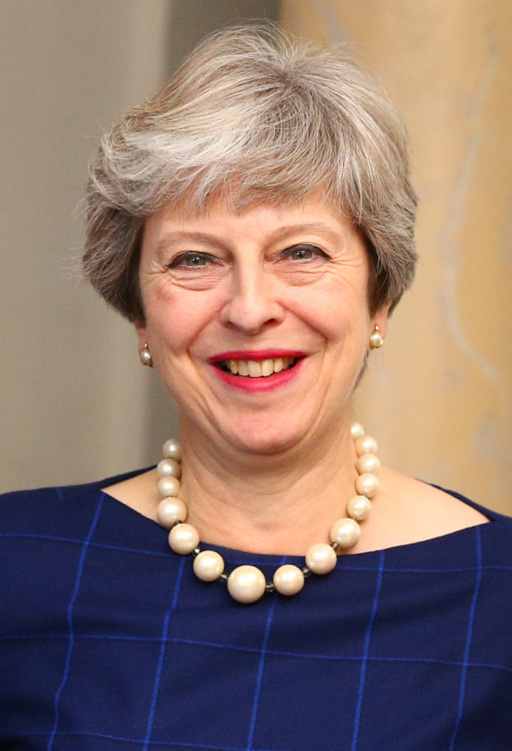
時任英國首相文翠珊（2016年-2019年）

#### 文翠珊（2016年－2019年）
2016年6月23日，英國脫歐公投後，支持留歐的時任首相卡梅倫因公投結果通過脫離歐盟，所以決定辭任首相和黨魁席位。文翠珊競逐黨魁時的第二輪投票，唯一對手利雅華退選，使文翠珊在7月11日自動成為黨魁。在7月13日，文翠珊正式接替卡梅倫成為首相及保守黨黨魁。

2017年4月19日，首相文翠珊宣布英國下議院提前在2017年6月8日進行改選，文翠珊在解釋解散下議院時表示，英國在英國脫歐公投後需要肯定性、清晰和堅強的領導，而提前大選是要團結國會。由於是次大選計劃的時間比原訂的2020年5月7日為早，下議院將須進行投票並獲得三分之二多數通過。2017年4月19日，下議院以522票支持、13票反對通過提早舉行大選。然而，因保守黨的政綱內容爭議，加上傳媒為工黨和導致保守黨與工黨的支持度大幅收窄，6月8日舉行的2017年英國大選，保守黨失去絕對多數，減少12席至318席（包括議長），但仍為下議院最大黨，論票數的話，保守黨的選票亦增加5.6%至42.4%，是1992年馬卓安時的最多。

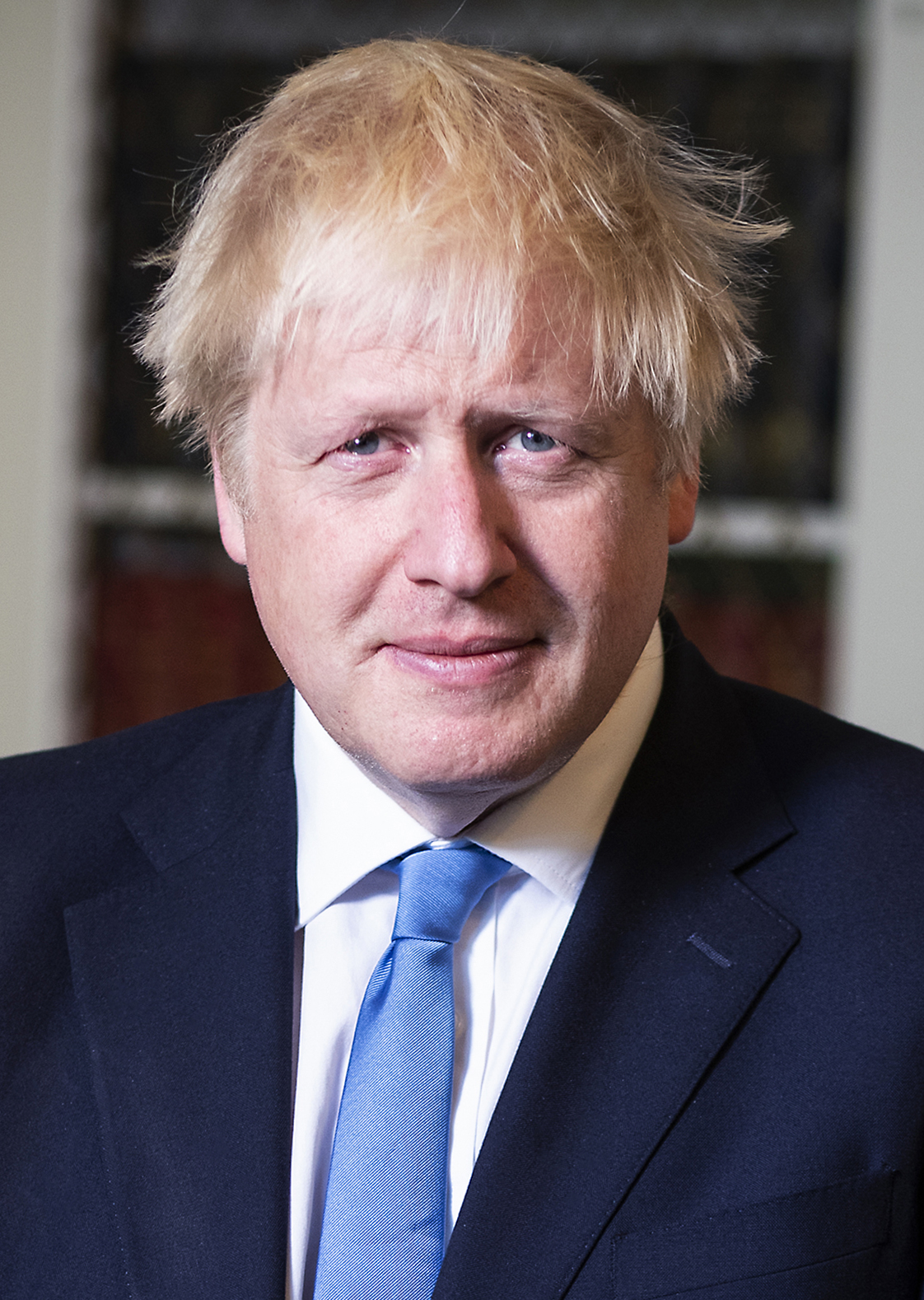
時任英國首相鮑里斯·約翰遜（2019－2022）

#### 鮑里斯·約翰遜（2019年 - 2022年）
基於文翠珊無法鞏固保守黨內脫歐派與留歐派一致支持通過脫歐協議，想與工黨協商卻慘被杯葛淩遲，導致脫歐協議多次在下院被否決，故在2019年6月宣佈辭去黨魁，保守黨在經歷漫長的程式後，選出人氣較高的約翰遜出任黨魁執政。
約翰遜為脫歐派中的中堅份子，面對黨內脫歐留歐兩派的不和與在野工黨的杯葛，故提出「無協議脫歐」。9月3日，下議院以328票贊成、301票反對，通過從約翰遜手中奪取議會脫歐議程控制權的動議。約翰遜隨後將倒戈的21名黨員開除，即使計入民主統一黨，保守黨亦失去下議院多數地位，惟在正式提前大選後，約翰遜把9名被開除的黨員恢復黨籍。
約翰遜向女王提出國會休會至十月，待復會後國會無時間提出法案阻止脫歐，結果在司法覆核中落敗，約翰遜唯有重新召集國會。2019年10月，約翰遜與歐盟成功談判出一個新的脫歐協議。結果下議院繼續否決，約翰遜提出解散國會重新大選以解決脫歐僵局，工黨最初反對解散國會，眼見沒有足夠票數支持解散國會，保守黨決定繞過定期國會法，直接提出簡單多數就可以通過的《2019年提前國會大選法令》，使提前大選得以舉行，得到自由民主黨等的首肯同意（自民黨在夏季的選舉有所斬獲），眼見解散國會將成定局後，工黨最後亦改變態度支持提前大選。
12月12日舉行的2019年英國大選，保守黨取得365席和43.6%的全國普選票，第四度勝出大選，亦重新取得議會多數。約翰遜取得自1987年戴卓爾夫人以來領導保守黨取得最大勝利。新一屆的下議院終於通過約翰遜版本的脫歐協議，英國在2020年1月脫歐。
隨著中國政府通過港區國安法後，英國宣佈英國國民（海外）護照（ BN(O)）擴權，即「BN(O)Visa」，容許在持有BN(O)護照的香港居民，只要付出護照費用及NHS費用後，可到英國居住工作五年，隨後申請永久居留一年，然後再成為英國國民。
2019冠狀病毒病疫情期間，約翰遜多次宣佈封城（lockdown），對英國的經濟以及社會產生重大打擊，再加上2022年俄羅斯侵略烏克蘭，爆發俄烏戰爭引致國內通漲日益嚴重。更大問題是2021年11月30日，英國《鏡報》獨家披露約翰遜在疫情期間違反禁足令，與好友在唐寧街10號舉行私人聚會，引發派對門事件。雖然保守黨內曾對約翰遜提出不信任動議，但動議最後被否決。不過保守黨在多次國會補選及2022年地方大選亦受慘敗，對約翰遜的管治威信受到嚴重打擊。

2022年7月7日，在因保守黨副黨鞭克里斯托弗·平彻性騷擾醜聞造成的英國政府辭職潮造成的壓力後，約翰遜宣佈辭去英國保守黨黨魁一職，並將留任英國首相直至新一任保守黨黨魁選出。

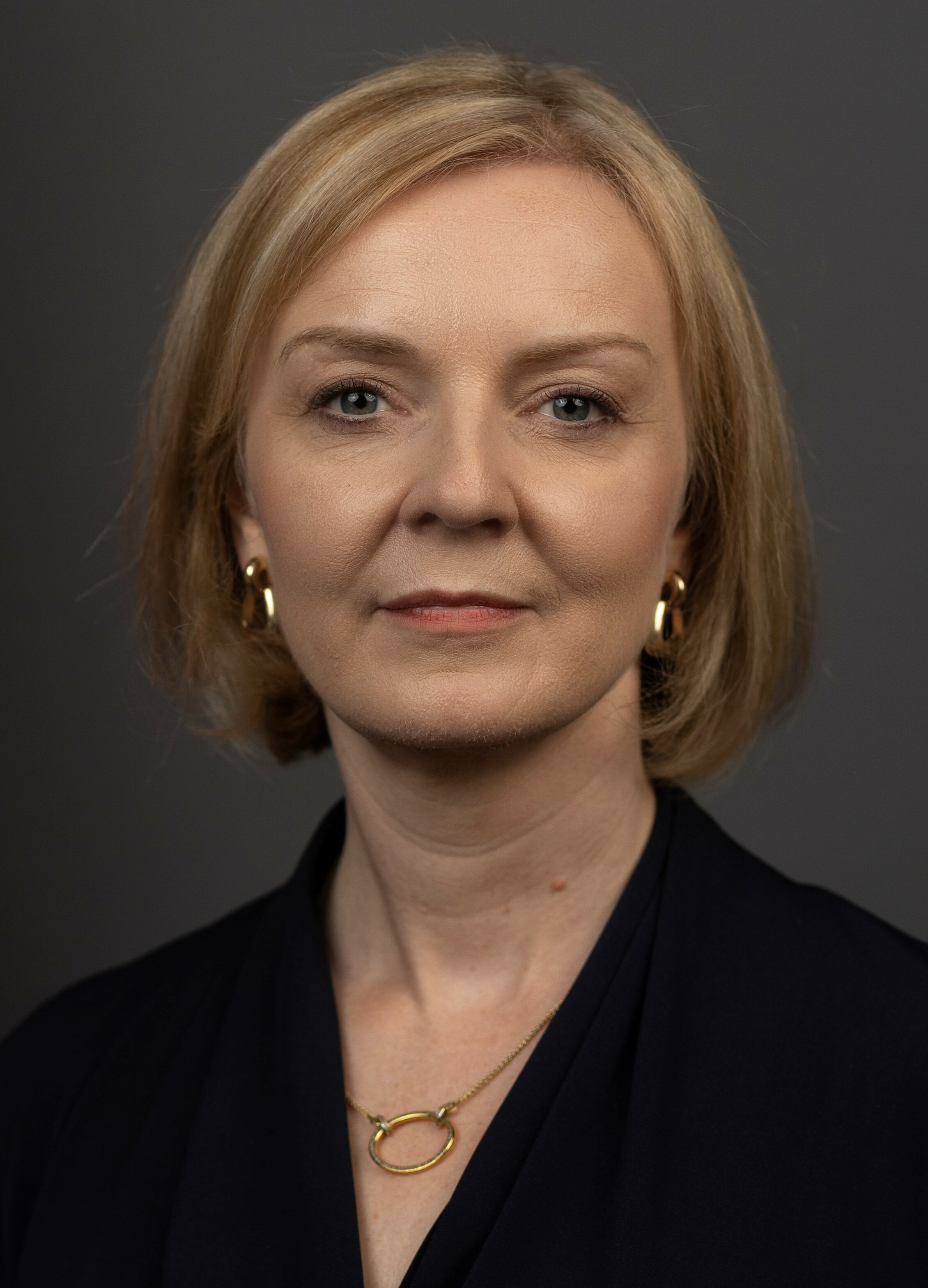
2022年短暂的时任英国首相莉兹·特拉斯

#### 伊莉莎白·特拉斯（2022年9月5日 - 2022年10月20日）
自強森辭職後，特拉斯當選黨魁，不過隔月因財政問題而辭去英國保守黨黨魁一職，並將留任英國首相直至新一任保守黨黨魁選出。
2022年10月20日，特拉斯辭去英國執政黨保守黨黨首職務後，特拉斯即自動卸任英國首相職務。現年47歲的伊莉莎白·特拉斯因此成為英國歷史上任期最短的首相，此時距離她9月6日正式就職僅過去45天，直至她正式卸任也只是過了49天。

#### 里希·蘇納克（2022年10月25日 - 2024年7月5日）

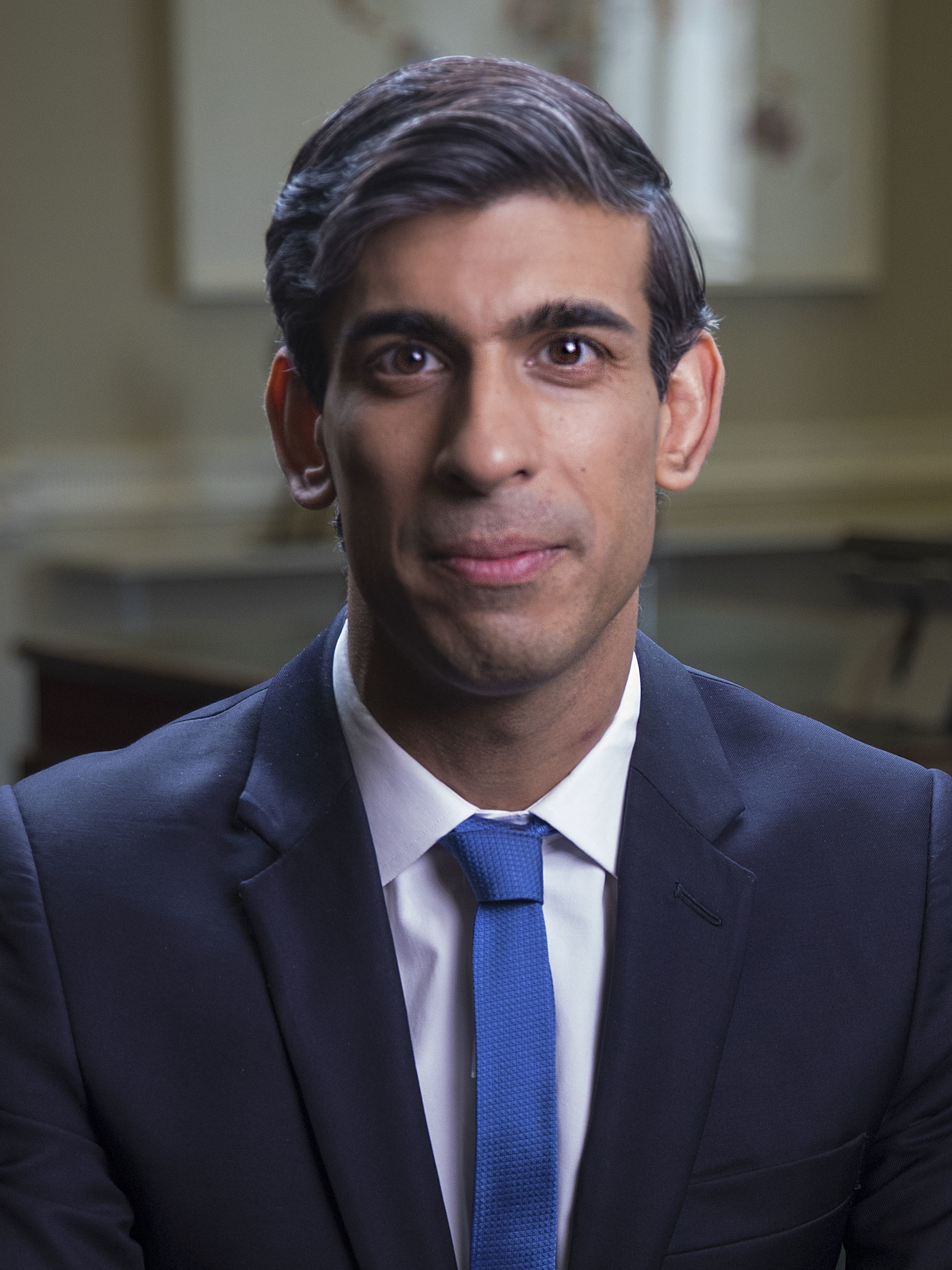
2022年接替特拉斯的时任英国首相里希·苏纳克

2022年10月20日，英國首相莉茲·特拉斯宣布辭任保守黨黨魁。消息指蘇納克、保守黨下議院領袖佩妮·摩丹特及前首相鮑里斯·強森有意角逐黨魁。但至23日，強森宣布為了維持保守黨團結而退選，禮讓蘇納克。此時佩妮·摩丹特僅獲不到30位保守黨國會議員公開表態支持，但蘇納克已有超過百位、逾4成保守黨國會議員支持，於24日獲宣布為英國保守黨黨魁，並於次日接任首相一職。
儘管辛偉誠為黨內動蕩帶來短暫的安寧，不過他仍然未能逆轉保守黨多年來所積聚的巨大民怨及不信任，加上盧旺達計畫等爭議促使黨內的派系鬥爭持續發生。在2024年大選期間，多份民意調查亦顯示選民普遍希望進行政黨輪替，而保守黨亦要面對來自改革黨的右派鎅票影響。最後，保守黨在2024年大選遭遇了歷史性挫敗，結束14年的連續執政，並創下自創黨以來最差選舉紀錄。

### 在野時期（2024年至今）
2024年，栢丹娜當選為新任黨魁，接替已辭職的前首相辛偉誠。

## 當前意識形態

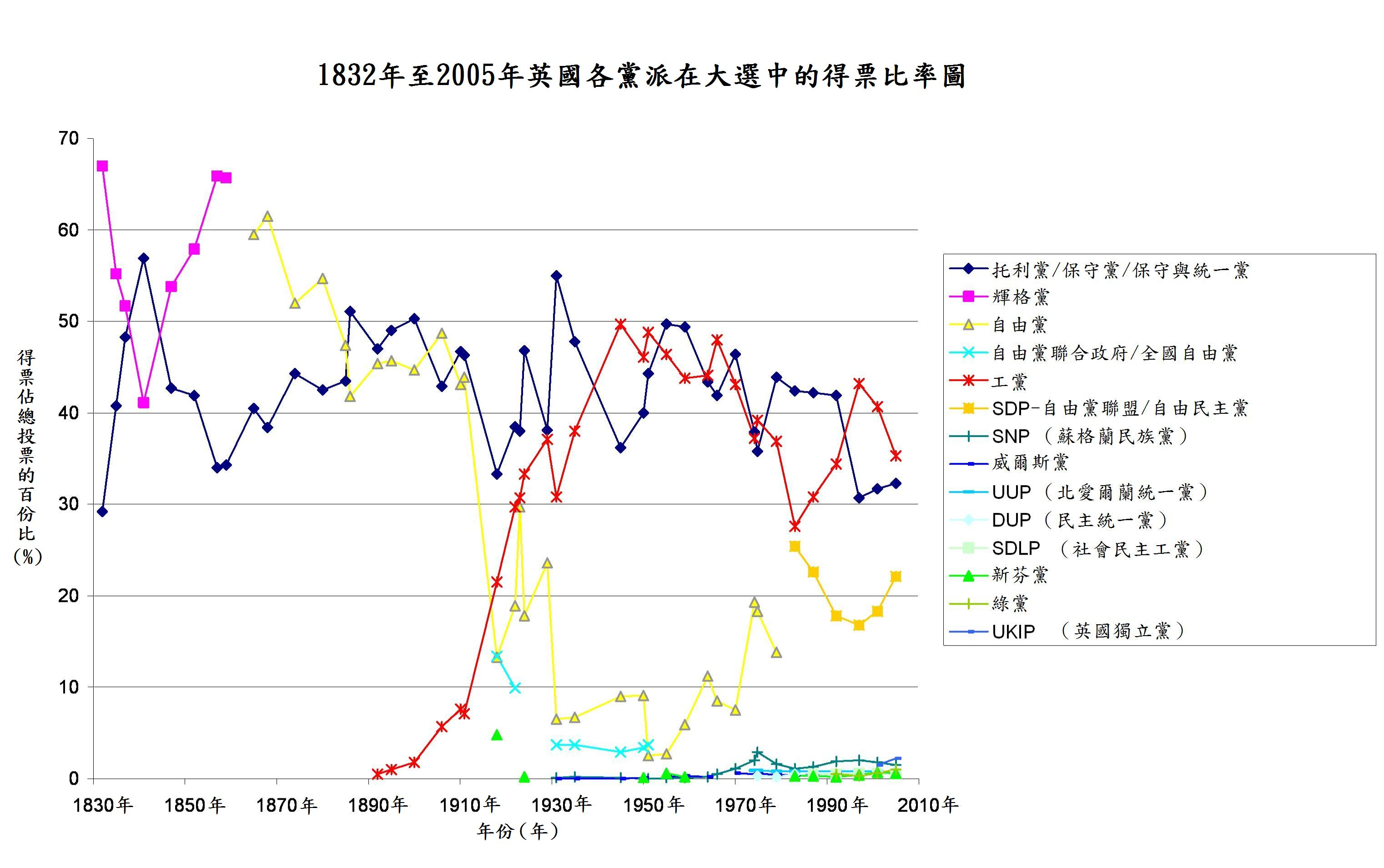
上圖反映出自1832年至2005年期間，英國各主要政黨在歷年大選中得到的選票比率。其中，早自托利黨時期至今，保守黨在大選中一直保有舉足輕重的份量。

基本上，保守黨一向主張市場經濟，並對絕大部份的公共事務都減少政府干預（國民保健署除外）。此外，他們一向以反對進行進一步的歐洲統合而著稱。很多評論員皆認為，保守黨之所以在1997年大選以後持續處於弱勢，很大程度上是因為黨內的親歐派（以祁淦禮和夏舜霆為代表）與歐洲懷疑論者（以約翰·韋活和夏偉林為代表）的關係始終處於緊張狀態。不過在近年，這種情況已經有所變化，現時保守黨黨內已大抵就歐洲統合問題達成一致的共識，並在2016年脫歐公投後正式以支持脫歐為主軸。
保守黨在環境保護方面，亦支持一些比如環境、政府服務質素與教育一類被歸類為與「優質生活」息息相關的社會議題。
另外在权力下放的議題上，保守黨的立場則比較飄忽。在1997年的時候，他們曾經反對把權力下放到威爾士及蘇格蘭（兩地均是工黨佔優勢的地區），可是在1998年北愛和平協議後對北爱尔兰卻表態支持。而後來在2004年，保守黨亦曾反對過對东北英格兰地區實行權力下放。雖說保守黨曾在1997年反對權力下放到威爾斯及蘇格蘭，但後來在工黨政府之推動下，這兩地始終實行了權力下放，而保守黨更在有關地方實行權力下放後，對廢除有關的改革表示反對。近年，保守黨亦在西洛錫安問題上確立了自己的立場，支持只有來自英格蘭的國會議員，才有權在僅關係到英格蘭的事務上投票。保守黨之所以有這種看法，是因為現時實行了權力下放後，由於基乎所有蘇格蘭事務都轉由新的蘇格蘭議會負責，這變得國會無法作出干涉。相反，由於英格蘭沒有自己的議會，導致來自蘇格蘭的國會議員變相有權對英格蘭事務作出干涉。而威爾斯及蘇格蘭均是工黨佔優勢的地區，也是保守黨反對的原因。

### 經濟政策
戴卓爾夫人在任首相期間，英國經濟曾出現過不少的波動。但人民真正對保守黨理財能力失去信心的時候，卻是始於约翰·梅杰任內的黑色星期三。在1992年的黑色星期三，保守黨政府曾動用上數億元的英鎊，企圖防止英鎊脫離欧洲汇率机制。保守黨政府在黑色星期三的嚴重失誤，再加上在1990年代初出現的經濟衰退，使托尼·布莱尔與戈登·布朗的工黨成功在經濟政策上壓倒了備受批評的保守黨。不過，不約而同地有不少人士認為，貝理雅的「新工黨」所擁抱的市場主導動力，以及公共事業現代化等經濟政策，其實不外是保守黨一向主張的舊調。
工黨在1997年大選後重新執政後，遂立即打算賦予英格兰银行獨立的權力去制定利率。很多經濟學者一直支持這種做法，因為這樣可以使貨幣政策脫離政治因素的干擾，也可以避免時間不一致（在博弈論中，指施政者在落實已計劃的政策時，發現對政府的利益不復存在，結果擱置計劃的理論）的發生。此外，由於於不少國家（如紐西蘭）均相繼在1990年代推行類似的政策，所以改革之聲更日益高漲。保守黨最初是反對這個提議的，因為他們擔心英倫銀行一日得以獨立，他日英國將大有機會放棄英鎊，並加入歐洲單一貨幣的行列；而他們亦擔心此舉會使英倫銀行失去民主制度的監察。可是，由於金融界認為英倫銀行獨立將可使英國通貨膨脹維持於低水平，所以他們對建議表達了強烈的支持，最終亦使保守黨在2000年初接受了工黨的建議。
保守黨在經濟政策上的另一焦點，相信是其歷年反對英國加入歐洲單一貨幣體系之立場。有鑑於黨內歐洲懷疑主義的日益熾烈，時任黨魁兼首相馬卓安就曾經在1992年簽訂《马斯特里赫特条约》時，不顧祁淦禮、夏舜霆和杜瑞爾等的反對，在條款中訂明英國選擇留在歐洲單一貨幣體系之外。自此以後，保守黨的歷代黨魁皆立場堅定地拒絕廢除英镑。雖然保守黨這一政策深受英國選民所支持的，不過由於歐洲議題之重要性往往在選民的心目中，連教育、醫療、入境和罪惡等事務也不及。根據欧洲议会在2004年的一項調查顯示，只有9%的受訪英國選民同意歐盟事務是英國的重要議題，因此，這部份地解釋了為何保守黨始終未能在大選將貨幣議題轉化成選民的支持力量。

### 社會政策

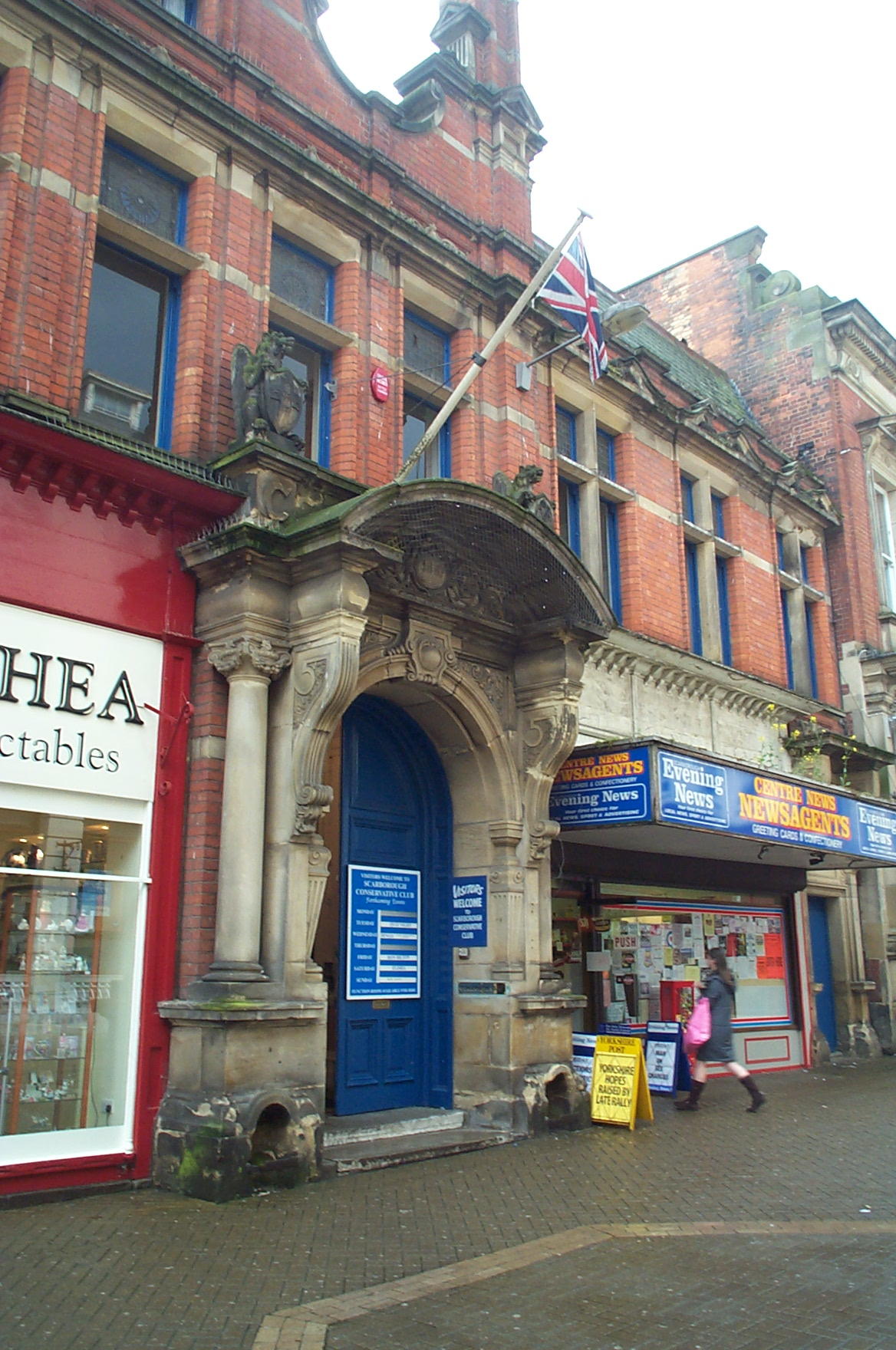
古色古香的斯卡布羅保守黨會。

最近的數年間，保守黨有不少「現代化論者」認為，保守黨在1990年代與千禧年代初期之所以在大選中頻頻敗北，主要是因為保守黨長久以來與社會保守主義保持著密切關係。這種關係趨使保守黨支持對已婚夫婦提供稅務優惠、支持退休金與薪金脫鈎，以及反對以公共資源供養有能力卻不工作的人士等，保守黨在同性婚姻等LGBT議題存在分歧。在這種政策觀的推使下，不少保守黨黨員曾作出批評，比如大衛·威利茨曾尖刻地指出，保守黨的社會政策猶如「向單親父母宣戰」；而前保守黨主席馬威尼亦曾直言保守黨予人的印象，就如「如果你不是來自傳統的核心家庭，就不會指望我們會理會你」一樣。
1997年開始，保守黨黨內曾不斷就社會政策的定位展開辯論。有些好像波蒂略一類的「現代化論者」表示保守黨應該修正他們在社會政策上一貫的保守立場；但夏偉林和大衛·戴維斯卻認為保守黨不可摒棄他們一直把守的傳統價值觀。有論者認為夏偉林等黨魁採取這樣的態度，也是保守黨在選戰失利的原因之一，而另一保守黨黨員，後來曾擔任首相的文翠珊更曾著名地抨擊到，保守黨之所以有如此下場，是因為人民普遍感覺它是一個「使人難受齷齪的政黨」。
自卡梅倫2005年上任以後，情況已漸有改變，在社會議題的立場轉向中間路線甚至偏自由派。
但是，保守黨領導層近年在社會政策上的改變，並不一定獲得所有人的支持。以保守而知名的記者彼得·希欽斯就曾批評到，保守黨如此持續地默從於左翼正統思想，只會反映保守黨是一個「沒有用」的政黨。
2013年2月5日，英國議會舉行投票以壓倒優勢通過同性婚姻合法化法案。英國首相卡梅倫帶頭支持這項法案，惟一直受到執政保守黨黨內部分議員的強烈反對。在下院舉行的首次投票中，這項法案以400票支持，175票反對獲得通過。絕大多數支持票來自左翼的工黨和自民黨議員，卡梅倫領導的保守黨中，有約一半議員投了反對票或者棄權票。有議員更批評卡梅倫為討民心，不惜犧牲保守黨核心價值，恐令卡梅倫黨魁地位再受動搖。5月21日，英國下議院以366票支持，161票反對三讀通過承認同性婚姻。卡梅倫決意推動法案，但面對黨內的反對。反對法案的包括保守黨高官威爾士大臣戴維·瓊斯和環境大臣奧文·佩特森，還有10名初級官員，倒戈的保守黨員共133人。

### 對外關係政策

#### 英美關係
綜觀整個20世紀，保守黨對美国的關係大致上奉行了大西洋主義，即是與美國，以及加拿大、澳洲和日本一類和美國關係較密切的國家保持著友好的關係。另外，不論是北約還是英联邦，保守黨大致對世上各種國際性聯盟皆感興趣參與。
自第二次世界大戰以後，保守黨一直主張建立更緊密的英、美關係。例如邱吉爾在1951年至1955年任相期間，他就和美國的艾森豪政府建立起強而有力的友誼；至於繼邱吉爾以後的麥美倫，亦大致上與民主黨的甘迺迪政府維持起同等的關係。邱吉爾曾把英、美關係說成是一種「特別關係」，而這種說法後來亦為戴卓爾夫人所採用，好讓英國與美國時任總統罗纳德·列根攜手對抗前苏联。保守黨於1997年下野以後，歷屆黨魁仍然尋求與美國元首維持友好關係，但這種親善舉動已不再為美國政壇所熱心關注。
在卡梅倫上任後，保守黨開始在外交方針上與新保守主義和美國的小布殊總統保持一定距離。可是，儘管卡梅倫曾揚言英、美關係需要作「重新平衡」，惟在2006年舉行的保守黨大會中，卡梅倫卻邀請了共和黨參議員約翰·麥凱恩出席發表演說。在卡梅倫任內，他與屬民主黨的巴拉克·歐巴馬維持友好關系。
2016年英國脫歐公投後，保守黨以支持脫歐為主軸，在同樣支持英國脫歐的唐納德·特朗普2016年11月當選美國總統後，英美關系更為密切。兩任保守黨首相文翠珊和鮑里斯·約翰遜均希望加強和美國的關系以應對英國脫歐後的經濟發展。

#### 歐盟關係
英國與歐盟的關係，相信是保守黨黨內在近代引發最大分歧的議題之一。儘管温斯顿·丘吉尔與哈羅德·麥美倫曾對某種形態的歐洲聯盟存有好感，而英國之所以成功加入共同市場，也是保守黨首相爱德华·希思所促成，不過時至今日，當代的保守黨卻認為英國不應再與歐盟或任何相類似的組織建立更進一步的經濟關係。在1960年代與1970年代，保守黨曾一度熱心推動英國加入歐洲共同市場，然而，在戴卓爾夫人任相期間，黨內對歐洲事務的分歧卻逐漸浮現，並且促使不少官員因意見不合而辭官。當中，戴卓爾夫人的副手賀維爵士因歐洲問題而請辭以後，更某程度上導致了戴卓爾夫人的下台。繼戴卓爾夫人任相的约翰·梅杰，亦始終未能夠平息黨內在歐洲事務上的分化，而由於馬卓安未能加快歐洲統合的進程，更使黨內的不和進一步爆發。在1992年，保守黨黨內就有數名支持歐洲懷疑主義，並在黨內有一定地位的議員，對馬卓安的《马斯特里赫特条约》投下反對票，結果使馬卓安非常尷尬，也使到其管治威信大受打擊。
近年來，有見英國獨立黨一類持歐洲懷疑主義觀點的政黨在大選有明顯的進步，再加上工黨亦自覺無法從進一步的歐洲統合獲得正面利益，因此保守黨亦變得更立場明確地支持歐洲懷疑論。夏偉林與卡梅倫兩人曾不約而同地表示，他們希望能夠對主要的歐盟條約作重新談判，好讓英國能夠取回部份自主權力。亦正因如此，保守黨在歐盟議題上往往也得到大部份的選民支持，而其支持度更勝工黨和自由民主黨。2016年公投確定脫歐後，黨內疑歐派大勝，並終在莊漢生執政後，英國終於落實脫離歐盟，但條款仍有待歐盟的成員國首肯。
保守黨現為国际民主联盟，與其附屬組織歐洲民主聯盟的成員。此外在2006年夏天，保守黨成為了支持歐洲懷疑論的歐洲改革運動創會會員之一，並脫離了主張歐洲統合主義的歐洲人民黨，結束了維持達14年的會員身份。雖然如此，在2009年以前，保守黨於歐洲議會內仍然是歐洲民主派的成員之一，而歐洲民主派則是歐洲人民黨暨歐洲民主派入面的一個不正式派系。
順道一提，在美國、英聯邦和歐盟以外，保守黨在主流的國際事務中，亦大抵支持主張自由貿易的外交政策。惟保守黨領導的英國政府與美國政府的關系，則多取決於首相與該總統的私人關係，不管是民主黨或共和黨，例如卡梅倫和屬民主黨的歐巴馬關系友好，梅伊則和屬共和黨的特朗普關系友好。

## 黨內派系

### 一國保守主義
一國保守主義是20世纪保守黨黨內在撒切尔主义兴起之前的主流傳統思想，歷史上好幾位保守黨首相，諸如鮑德溫、麥美倫和希思等等，都對此十分看重。「一國保守主義」之名，乃出自於本傑明·迪斯雷利，此信仰重於社會的凝聚力，並對相關的「社會制度與組織」給予支持。至於這裡所指的社會制度，傳統上則指可維繫社會上不同利益團體、等級於和諧狀態的制度，而現今更會將種族與宗教也包括在內。而這些制度與組織的顯著例子則計有福利國家、BBC和地區政府等等。部份支持一國保守主義會連帶支持歐盟，但同時也有不少一國保守主義者對此表示強烈反感（如彼得·塔普塞爾爵士）。現時保守黨內較重要的一國保守主義者有祁淦禮、馬爾科姆·里夫金德和達米安·格林，而他們更常常被歸類成「托利黨改革派」及「弓派」。另外，有關一國保守主義之思想亦散見於埃德蒙·伯克的著作。

### 自由市場保守主义
保守黨內另一主流思想是支持自由市場，或者說是撒切尔主义。自從戴卓爾夫人在1975年上任黨魁以後，經濟自由主義者逐漸成為黨內的主要勢力。這派別的人士一般主張減低直接稅稅率、對公共服務實行私有化、終止國有工業，和淡化福利國家的色彩。至於在社會政策方面，戴卓爾主義者則未見有很明確的立場；戴卓爾夫人本人是一位虔誠的衛理宗教徒，因此在社會政策上，其立場是保守的。不過，她卻容納了不同的支持者，當中，波蒂略是自由主義者，但同時間，夏偉林與大衛·維維斯卻是傳統保守主義者。此外，很大部支持自由市場的保守黨黨員也是歐洲懷疑論者，他們認為歐盟的規章與限制對個人自由構成影響，從而使自由市場遭受干預，再者，他們也擔心英國的主權會被歐盟挑戰。所以，在眾多戴卓爾主義者中，只有極少數人是歐洲愛好論者，而其中又以里安·畢頓為代表。
不少歐洲懷疑論者都曾經從戴卓爾夫人在1988年，於比利時布魯日發表之反歐共體演說得到啟發。當中，她表示到：在歐共體之下，「我們未成功拓展英國的領域，卻只能把英國再增強成歐洲一般的水準。」另外，由於戴卓爾夫人在任內亦曾與時任美国总统朗奴·列根緊立起親密的友誼，因此凡戴卓爾主義者，亦大多會被認為是大西洋主義者。戴卓爾夫人曾言自己哲學上的啟發來自於埃德蒙·伯克與哈耶克；而與戴卓爾主義有關聯的派系則計有無回頭派與保守黨前進派等等。

### 傳統保守主义
保守黨傳統主義者是保守黨內的第三股勢力，這派別的人士多數也是基石派（Cornerstone Group，俗稱信義、旗幟與家庭派）的成員。基石派的俗稱反映出該派所支持的三大支柱──英國國教會、單一制的英國以及家庭。由此可見，基石派十分重視英國的聖公宗傳統，而且也反對英國的權力有任何形式之轉移。因此，不論是權力下放至地方，抑或是與歐盟融合，基石派都是深表反對的。在另一方面，基石派又認為只有「傳統」的家庭架構，才能夠修補英國現時支離破碎的社會狀況。建基於這種觀點，大部份基石派黨員會反對海外移民湧入英國，有些則會主張恢復死刑，而部份人士甚至曾在種族議題上發表極具爭議性的言論。
著名基石派黨員包括有娜丁·多里斯（Nadine Dorries）、安德魯·羅辛戴爾（Andrew Rosindell）、安·威特庫姆（Ann Widdecombe）和愛德華·利爾等，而其中威特庫姆與利爾兩人則是支持英國國教會的天主教徒。除上述人士以外，英國保守哲學家羅傑·史克魯頓也是基石派的代表人物之一，史克魯頓曾在保守黨傳統主義之上建立出一套哲學觀點，但其著述較少觸及经济，反而主要圍繞政治、社會、文化和道德等議題。由於保守黨傳統主義對種族與階級等議題持較傳統和保守的路線，所以一直都為部份人所抨擊，而本身為同性戀者的保守黨下院議員艾倫·鄧肯就曾批評到，基石派有成為「塔利班的傾向」。

### 派系间关系
上面所提及的三大派系，並不是處於完全各自對立的狀態，有時三派之中的其中兩派會聯結一起，並抗擊其餘一派。例如，基石派曾與一國保守主義派在星期日貿易的議題上，於國會成功擊敗戴卓爾夫人；至於戴卓爾主義派與基石派也曾在馬卓安任相期間，攜手反對有關歐洲統合的政策。
同樣地，並不是所有保守黨黨員也完全屬於上面三派的其中一派。以馬卓安為例，他當初出選黨魁的時候，曾被視為是戴卓爾主義的候選人，惟他出任首相以後，卻邀請不少一國保守主義派人士擔當高位，其中，一國保守主義派中堅祁淦禮獲委任為財相，而另一一國保守主義者夏舜霆則任副首相。

## 選舉

### 下議院選舉
| 選舉       | 得票       | 得票比例 | 黨魁         | 議席      | +/-    | +/-  | 名次 | 参政情况                              |
| ---------- | ---------- | -------- | ------------ | --------- | ------ | ---- | ---- | ------------------------------------- |
| 1835年     | 261,269    | 40.8%    | 皮爾         | 273 / 658 | ▲13.6% | ▲98  | ━ 2  | 輝格黨                                |
| 1837年     | 379,694    | 48.3%    | 皮爾         | 314 / 658 | ▲7.5%  | ▲41  | ━ 2  | 輝格黨                                |
| 1841年     | 379,694    | 56.9%    | 皮爾         | 367 / 658 | ▲8.6%  | ▲53  | ▲ 1  | 保守黨                                |
| 1847年     | 205,481    | 42.7%    | 德比伯爵     | 325 / 656 | ▼14.2% | ▼42  | ━ 1  | 輝格黨                                |
| 1852年     | 311,481    | 41.9%    | 德比伯爵     | 330 / 654 | ▼0.8%  | ▲5   | ━ 1  | 保守黨                                |
| 1857年     | 239,712    | 34.0%    | 德比伯爵     | 264 / 654 | ▼7.9%  | ▼66  | ▼ 2  | 輝格黨                                |
| 1859年     | 193,232    | 34.3%    | 德比伯爵     | 298 / 654 | ▲0.3%  | ▲34  | ━ 2  | 輝格黨                                |
| 1865年     | 346,035    | 40.5%    | 德比伯爵     | 289 / 658 | ▲6.2%  | ▼9   | ━ 2  | 自由黨                                |
| 1868年     | 903,318    | 38.4%    | 迪斯雷利     | 271 / 658 | ▼2.1%  | ▼18  | ━ 2  | 自由黨                                |
| 1874年     | 1,091,708  | 44.3%    | 迪斯雷利     | 350 / 652 | ▲5.9%  | ▲79  | ▲ 1  | 保守黨                                |
| 1880年     | 1,462,351  | 42.5%    | 迪斯雷利     | 237 / 658 | ▼1.8%  | ▼113 | ▼2   | 自由黨                                |
| 1885年     | 2,020,927  | 43.5%    | 梳士巴利侯爵 | 247 / 670 | ▲1.0%  | ▲10  | ━ 2  | 自由黨少數政府                        |
| 1886年     | 1,520,886  | 51.1%    | 梳士巴利侯爵 | 394 / 670 | ▲7.6%  | ▲79  | ▲ 1  | 保守黨－自由統一黨                    |
| 1892年     | 2,159,150  | 47.0%    | 梳士巴利侯爵 | 313 / 670 | ▼4.1%  | ▼81  | ▼ 2  | 自由黨                                |
| 1895年     | 1,894,772  | 49.0%    | 梳士巴利侯爵 | 411 / 670 | ▲2.0%  | ▲98  | ▲ 1  | 保守黨－自由統一黨                    |
| 1900年     | 1,767,958  | 50.3%    | 梳士巴利侯爵 | 402 / 670 | ▲1.3%  | ▼9   | ━ 1  | 保守黨－自由統一黨                    |
| 1906年     | 2,422,071  | 43.4%    | 貝爾福       | 156 / 670 | ▼6.9%  | ▼246 | ▼ 2  | 自由黨                                |
| 1910年1月  | 3,104,407  | 46.8%    | 貝爾福       | 272 / 670 | ▲3.4%  | ▲116 | ━ 2  | 自由黨少數政府                        |
| 1910年12月 | 2,420,169  | 46.6%    | 貝爾福       | 271 / 670 | ▼0.2%  | ▼1   | ━ 2  | 自由黨少數政府                        |
| 1918年     | 3,472,738  | 33.3%    | 博納·勞      | 332 / 707 | ▼13.3% | ▲61  | ▲ 1  | 自由黨聯盟－保守黨                    |
| 1922年     | 5,294,465  | 38.5%    | 博納·勞      | 344 / 615 | ▲5.2%  | ▲12  | ━ 1  | 保守黨                                |
| 1923年     | 5,286,159  | 38.0%    | 鮑德溫       | 258 / 625 | ▼0.5%  | ▼86  | ━ 1  | 工黨少數政府                          |
| 1924年     | 7,418,983  | 46.8%    | 鮑德溫       | 412 / 615 | ▲8.8%  | ▲154 | ━ 1  | 保守黨                                |
| 1929年     | 8,252,527  | 38.1%    | 鮑德溫       | 260 / 625 | ▼8.7%  | ▼152 | ▼ 2  | 工黨少數政府                          |
| 1931年     | 11,377,022 | 55.0%    | 鮑德溫       | 470 / 615 | ▲16.9% | ▲210 | ▲ 1  | 保守黨－自由黨－國民工黨              |
| 1935年     | 10,025,083 | 47.8%    | 鮑德溫       | 386 / 615 | ▼7.2%  | ▼84  | ━ 1  | 保守黨－自由國家黨－國民工黨          |
| 1945年     | 8,716,211  | 36.2%    | 邱吉爾       | 197 / 640 | ▼11.6% | ▼189 | ▼ 2  | 工黨                                  |
| 1950年     | 11,507,061 | 40.0%    | 邱吉爾       | 282 / 625 | ▲3.8%  | ▲85  | ━ 2  | 工黨                                  |
| 1951年     | 13,724,418 | 48.8%    | 邱吉爾       | 321 / 625 | ▲8.8%  | ▲39  | ▲ 1  | 保守黨－國家自由黨                    |
| 1955年     | 13,310,891 | 49.7%    | 艾登         | 345 / 630 | ▲1.7%  | ▲24  | ━ 1  | 保守黨－國家自由黨                    |
| 1959年     | 13,750,875 | 49.4%    | 麥美倫       | 365 / 630 | ▼0.3%  | ▲20  | ━ 1  | 保守黨－國家自由黨                    |
| 1964年     | 12,002,642 | 43.4%    | 休姆         | 304 / 630 | ▼6.0%  | ▼61  | ▼ 2  | 工黨                                  |
| 1966年     | 11,418,455 | 41.9%    | 希思         | 253 / 630 | ▼1.5%  | ▼51  | ━ 2  | 工黨                                  |
| 1970年     | 13,145,123 | 46.4%    | 希思         | 330 / 630 | ▲4.5%  | ▲77  | ▲ 1  | 保守黨                                |
| 1974年2月  | 11,872,180 | 37.9%    | 希思         | 297 / 635 | ▼8.5%  | ▼33  | ▼ 2  | 工黨少數政府                          |
| 1974年10月 | 10,462,565 | 35.8%    | 希思         | 277 / 635 | ▼2.1%  | ▼20  | ━ 2  | 工黨                                  |
| 1979年     | 13,697,923 | 43.9%    | 戴卓爾夫人   | 339 / 635 | ▲8.1%  | ▲62  | ▲ 1  | 保守黨                                |
| 1983年     | 13,012,316 | 42.4%    | 戴卓爾夫人   | 397 / 650 | ▼1.5%  | ▲58  | ━ 1  | 保守黨                                |
| 1987年     | 13,760,935 | 42.2%    | 戴卓爾夫人   | 376 / 650 | ▼0.2%  | ▼21  | ━ 1  | 保守黨                                |
| 1992年     | 14,093,007 | 41.9%    | 馬卓安       | 336 / 651 | ▼0.3%  | ▼40  | ━ 1  | 保守黨                                |
| 1997年     | 9,600,943  | 30.7%    | 馬卓安       | 165 / 659 | ▼11.2% | ▼171 | ▼ 2  | 工黨                                  |
| 2001年     | 8,357,615  | 31.7%    | 夏偉林       | 166 / 659 | ▲1.0%  | ▲1   | ━ 2  | 工黨                                  |
| 2005年     | 8,785,941  | 32.4%    | 夏偉明       | 198 / 646 | ▲0.7%  | ▲32  | ━ 2  | 工黨                                  |
| 2010年     | 10,704,647 | 36.1%    | 卡梅倫       | 306 / 650 | ▲3.7%  | ▲108 | ▲ 1  | 保守黨－自由民主黨                    |
| 2015年     | 11,334,920 | 36.9%    | 卡梅倫       | 330 / 650 | ▲0.8%  | ▲24  | ━ 1  | 保守黨                                |
| 2017年     | 13,632,914 | 42.3%    | 文翠珊       | 317 / 650 | ▲5.4%  | ▼12  | ━ 1  | 保守黨少數政府 （民主統一黨信任供給） |
| 2019年     | 13,966,451 | 43.6%    | 約翰遜       | 365 / 650 | ▲1.3%  | ▲48  | ━ 1  | 保守黨                                |
| 2024年     | 6,828,925  | 23.7%    | 辛偉誠       | 121 / 650 | ▼19.9% | ▼244 | ▼ 2  | 工黨                                  |

### 歐洲議會選舉
（因應英國脫歐，第九屆議員的任期於2020年1月31日完結，此後英國不再參與歐洲議會選舉。而由於有其他議員轉投保守黨，任期屆滿時保守黨共有8名議員。）
| 歐洲議會選舉    | 黨魁       | 得票率 | 席次    | 來源   |
| --------------- | ---------- | ------ | ------- | ------ |
| 第1屆（1979年） | 戴卓爾夫人 | 48.4%  | 60 / 81 |        |
| 第2屆（1984年） | 戴卓爾夫人 | 38.8%  | 45 / 81 | [ 45 ] |
| 第3屆（1989年） | 戴卓爾夫人 | 34.7%  | 32 / 81 | [ 46 ] |
| 第4屆（1994年） | 馬卓安     | 26.8%  | 18 / 87 | [ 47 ] |
| 第5屆（1999年） | 夏偉林     | 35.8%  | 36 / 87 | [ 48 ] |
| 第6屆（2004年） | 夏偉明     | 26.7%  | 27 / 78 | [ 49 ] |
| 第7屆（2009年） | 卡梅倫     | 27.7%  | 26 / 72 | [ 50 ] |
| 第8屆（2014年） | 卡梅倫     | 23.1%  | 19 / 73 | [ 51 ] |
| 第9屆（2019年） | 文翠珊     | 8.8%   | 4 / 73  |        |

### 構成國議會選舉

#### 蘇格蘭議會選舉
| 選舉 | 黨魁            | 地方選區 | 地方選區 | 選舉區域 | 選舉區域 | 總席次   | +/- | 名次 | 執政情況             |
| 選舉 | 黨魁            | %        | 席次     | %        | 席次     | 總席次   | +/- | 名次 | 執政情況             |
| ---- | --------------- | -------- | -------- | -------- | -------- | -------- | --- | ---- | -------------------- |
| 1999 | 戴維·麥克萊特   | 15.6%    | 0 / 73   | 15.3%    | 18 / 56  | 18 / 129 | ▲18 | ━ 3  | 工黨-自由民主黨      |
| 2003 | 戴維·麥克萊特   | 16.6%    | 3 / 73   | 15.5%    | 15 / 56  | 18 / 129 | ━   | ━ 3  | 工黨-自由民主黨      |
| 2007 | 安娜貝爾·戈爾迪 | 16.6%    | 4 / 73   | 13.9%    | 13 / 56  | 17 / 129 | ▼1  | ━ 3  | 蘇格蘭民族黨少數政府 |
| 2011 | 安娜貝爾·戈爾迪 | 13.9%    | 3 / 73   | 12.4%    | 12 / 56  | 15 / 129 | ▼2  | ━ 3  | 蘇格蘭民族黨         |
| 2016 | 露絲·戴維森     | 22.0%    | 7 / 73   | 22.9%    | 24 / 56  | 31 / 129 | ▲16 | ▲ 2  | 蘇格蘭民族黨少數政府 |
| 2021 | 道格拉斯·羅斯   | 21.9%    | 5 / 73   | 23.5%    | 26 / 56  | 31 / 129 | ━   | ━ 0  | 蘇格蘭民族黨少數政府 |

#### 威爾斯議會選舉
| 選舉   | 得票比例（小選舉區） | 得票比例（比例代表） | 黨魁              | 議席    | +/- | 名次 | 参政情况         |
| ------ | -------------------- | -------------------- | ----------------- | ------- | --- | ---- | ---------------- |
| 1999年 | 15.8%                | 16.5%                | 羅德·理查         | 9 / 60  | ▲9  | ━ 3  | 工黨－自由民主黨 |
| 2003年 | 19.9%                | 19.2%                | 尼克·布恩         | 11 / 60 | ▲ 2 | ━ 3  | 工黨             |
| 2007年 | 22.4%                | 21.4%                | 尼克·布恩         | 12 / 60 | ▲ 1 | ━ 3  | 工黨－威爾斯黨   |
| 2011年 | 25.0%                | 22.5%                | 尼克·布恩         | 14 / 60 | ▲ 2 | ▲ 2  | 工黨             |
| 2016年 | 21.1%                | 18.8%                | 安德魯·R·T·戴維斯 | 11 / 60 | ▼ 3 | ▼ 3  | 工黨－自由民主黨 |
| 2021年 | 26.1%                | 25.1%                | 安德魯·R·T·戴維斯 | 16 / 60 | ▲ 5 | ▲ 2  | 工黨少數政府     |

#### 倫敦議會選舉
| 選舉   | 得票比例（小選舉區） | 得票比例（比例代表） | 議席    | +/- | 名次 |
| ------ | -------------------- | -------------------- | ------- | --- | ---- |
| 2000年 | 33.2%                | 29.0%                | 9 / 25  | ▲ 9 | ━ 2  |
| 2004年 | 31.2%                | 28.5%                | 9 / 25  | ━ 0 | ▲ 1  |
| 2008年 | 37.4%                | 34.1%                | 11 / 25 | ▲ 2 | ━ 1  |
| 2012年 | 32.7%                | 32.0%                | 9 / 25  | ▼ 2 | ▼ 2  |
| 2016年 | 31.1%                | 29.2%                | 8 / 25  | ▼ 1 | ━ 2  |
| 2021年 | 32.0%                | 30.7%                | 9 / 25  | ▲ 1 | ━ 2  |
| 2024年 | 27.2%                | 26.2%                | 8 / 25  | ▼ 1 | ━ 2  |

## 相關組織
| - 弓派 - 布魯日派 - C改變 - 政策研究中心 - 保守黨基督徒聯誼會 - 未來保守黨 - 保守黨前進派 | - 保守黨穆斯林論壇 - 基石派 - 歐洲基金會 - 自由協會 - 托利黨改革派 - 保守黨主流 - 塞爾斯登派 - 保守黨研究部 |

## 延伸閱讀
- Geoffrey Wheatcroft (2005), The Strange Death of Tory England

## 外部連結

### 官方網站
- 保守黨* 蘇格蘭保守黨
- （页面存档备份，存于）
- 北愛爾蘭的保守黨（页面存档备份，存于）
- 未來保守黨 - 為年輕黨員而設
- 保守黨海外（页面存档备份，存于）

### 內部組織網站
- 弓派
- 保守黨前進派（页面存档备份，存于）
- 托利黨改革派（页面存档备份，存于）
- MEP監察
- WebCameron（页面存档备份，存于） - 內含甘民樂演講片段

### 其他
- 保守黨自1900年至今歷屆競選首相宣言
- 《旁觀者》（页面存档备份，存于） - 儘管沒有任何實際關係，此報常被視為保守黨的「黨報」
- 伯明翰大學未來保守黨（页面存档备份，存于）
- 百靈頓與荷甫未來保守黨
- Open Directory Project - 保守黨網站分類目錄
- 費爾斯沃思保守黨[永久]
- Yahoo! - 保守黨網站分類目錄